# 鹿児島大学教育学部附属中学校
鹿児島大学教育学部附属中学校（かごしまだいがくきょういくがくぶふぞくちゅうがっこう 英語: Middle school Attached to Faculty of Education, Kagoshima University, Japan）は、鹿児島県鹿児島市郡元一丁目にある国立の中学校。鹿児島大学教育学部の附属学校である。

## 概要
校風
鹿児島大学教育学部附属中学校では、先輩が引き継いできた伝統(不易)を重んじるという校風がある。特に合唱を重視しており、各学級、音楽教科連絡員、パート(ソプラノ、アルト、テノール、バス)ごとにパートリーダーが存在しており、そのリーダーを中心に朝・帰りの会で各クラスごとに合唱する。また、文化祭では2年180人全員合唱、3年クラス合唱が行われる。そして、卒業式に在校生から卒業生に歌われる｢タンホイザー行進曲｣は学校第2の校歌とも言えるほど、大切に受け継がれている。
めざす生徒像
ゆたかな心をはぐくむ生徒
- たくましい体をつくる生徒
- 確かな学力を身に付ける生徒
- 自分のよさを発揮する生徒

校訓
「真理・理想・剛健・友愛・誠実・自立・雄飛」 - 校舎前面の7本の銀杏に名付けられている。
校章
「中」の文字の上に「附」の文字を重ねている。
校歌
作詞は脇太一、作曲は柳沢浩による。歌詞は3番まであり、各番に校名の「鹿大附属中」が登場する。1番は１年生、２番が２年生、3番が３年生をモチーフに作詞されている。また運動会の競技においても｢若き鷹｣｢若き花｣「若き夢」という競技が存在する。
生徒数
1クラス男子18人女子18人の計36人。1学年5クラス(内部生90人 外部生90人）※内部生とは、鹿児島大学教育学部附属小学校からの進学者を指す。全校生徒540人。※平成30年度より1学年20名減。

きょうだい学級
様々な活動において「きょうだい学級」（例：赤組　1－2，2－2，3－2）で協力して活動を行い、各クラスの教科担任も、きょうだい学級の教員が入る場合が多い。今までは｢兄弟学級｣と漢字で表していたが、ジェンダーなどの問題に考慮し、平成28年から｢きょうだい学級｣と変更された。1組は青、2組は赤、3組は黄、4組は緑、5組は白がテーマカラーになっており、運動会や設営コンクールは、その色を基に行うことになる。

ノーチャイム
ノーチャイム制を採用しているため、生徒が学校のチャイムを聴くことは無い。授業前は自ら時計を見て動くことになる。だが、掃除の始まりと終わりだけは放送委員による放送での呼びかけもある。
台湾との交流
2013年には台北市立大直高級中学と条約を結んでおり、姉妹校となっている。毎年9月になると、台北教育大学から留学生も訪れる。
施設
- 普通校舎は4階建て、1棟のみ。臨時で2階建てプレハブ校舎が建てられていたが改修工事終了に伴い撤去された。
- 教職員は各教科研究室（例えば国語研究室）に机を持ち、職員室がない。
- 理科室が2部屋あり、実験や講義、学年などで使い分けられている。また、理科準備室（器具室）にはドラフトチャンバーが設置されている。
- 東側増築部分屋上にはソーラーパネルが設置され、玄関で発電量が表示されている。
- 剣道場、柔道場がなく、授業の際には鹿児島大学の施設を利用する（他にも行事などで同大学のグラウンドや体育館を利用する場合がある）。
- プールは老朽化により使用されていなかったが、改修を行い、2007年度から使用が開始された。
- 2008年度より、校舎改築が開始され、2010年2月中旬に完成。2010年4月より、新築校舎が使用されている。
- 2015年、同窓会の寄付により、体育館に大型のスクリーンが設置。大型の投影機も共にもらう。
- 2023年、本校者の外壁補修工事とそれに合わせて外壁塗装工事が実施されており、防音シートで覆われており外から校舎を見ることはできないが、内部からは外が見える作りに立っているため太陽光は常に入ってくる状態である。

## 沿革
- 1947年（昭和22年）5月 - 学制改革（六・三制の実施）により、以下の新制中学校3校が発足する。
  - 鹿児島師範学校男子部附属国民学校の高等科が改組され、「鹿児島師範学校男子部附属中学校」が発足。
  - 鹿児島師範学校女子部附属国民学校の高等科が改組され、「鹿児島師範学校女子部附属中学校」が発足。
  - 「鹿児島青年師範学校附属中学校」が発足。
- 1948年（昭和23年）4月 - 鹿児島師範学校男子部と女子部が統合され、附属中学校も統合される。

「鹿児島師範学校附属中学校」・「鹿児島青年師範学校附属中学校」
- 1949年（昭和24年）5月31日 - 新制鹿児島大学の発足により、以下のように改称。

「鹿児島大学鹿児島師範学校附属中学校」・「鹿児島大学鹿児島青年師範学校附属中学校」
- 1951年（昭和26年）
  - 3月 - 鹿児島師範学校および鹿児島青年師範学校が廃止される。これにより附属中学校が1校に統合される。
  - 4月 - 統合により「鹿児島大学教育学部附属中学校」となる。
  - 5月 - 下伊敷町鹿児島第45連隊跡に開校。
- 1955年（昭和30年）
  - 3月 - 校歌を制定。
  - 4月 - 鹿児島市山下町1番地へ全校移転（国語、英語は旧七校跡を使用）。
- 1961年（昭和36年）4月 - 特殊学級を開設。
- 1963年（昭和38年）3月 - 鹿児島市郡元（現在地）に校舎新築、全校移転。
- 1964年（昭和39年）
  - 3月 - 体育館兼講堂が完成。
  - 9月 - プールが完成。
- 1966年（昭和41年）4月 - 旧鹿児島青年師範学校附属中学校跡より銀杏7本を移植。それぞれを「真理・理想・剛健・友愛・誠実・自立・雄飛」と命名。
- 1972年（昭和47年）4月 - 東側増築竣工。
- 1980年（昭和55年）3月 - 特殊学級が分離し、鹿児島大学教育学部附属養護学校として独立。
- 2001年（平成13年）5月 - 創立50周年記念式典を挙行。
- 2003年（平成15年）12月 - 体育館兼講堂の改修工事完工、落成式。
- 2004年（平成16年）
  - 4月 - 国立大学法人となる。
  - 5月 - 事務室前に校門監視用の防犯カメラを設置。
- 2007年（平成19年）7月 - プール改修工事完工。

## 行事
- 4月　入学式
- 5月　1日遠足(新入生を囲む会)、設営コンクール
- 6月　研究公開
- 7月　球技大会生徒総会
- 9月　運動会
- 10月　文化祭（１年、アジアフレンドシッププロジェクト、２年、180人(学年)合唱、3年、クラス合唱）
- 11月　宿泊学習（1年、大隅少年自然の家）、修学旅行（2年、関西方面）、職場体験学習（3年、鹿児島市内）
- 1月　入学試験
- 3月　卒業式、卒業生を囲む会

開校記念1日遠足
開校記念日である5月1日前後に行われ、鹿児島市役所前のみなと大通り公園から吉野公園までの往復約20Kmを完歩する。公園で到着後に各学年でのレクレーションを含む学年集会が実施される。学年集会も、通常の学年集会と同じく、生徒主体で行われるが準備期間が長いなどの、異なる点も併せ持つ。各学年に終了次第弁当の昼食を取る。そのあとは、新入生を囲むかいと生徒会主催の綱引きも行われ、きょうだい学級対抗で勝負する。帰る時には環境委員を中心に、ゴミ拾いが行われる。
設営コンクール
各学級の広報委員2名を中心に、短い期間でどこのクラスが優れた設営を作ることが出来るかを競う。印刷された字などをそのまま貼り付けるのは禁止なため、レタリングという高度な技術が一人一人に求められ、ほとんどの人が苦戦を強いられる。ひどい人では10回以上も書き直しをする人が出てくる。デザインだけではなく、補強具合や色合い(勉強に集中出来るか)なども問われるため、バランスが非常に大切になってくる。また、設営に強いこだわりをもつ先生が数人いるため、やり直しをさせられる学級・グループも多く存在し、責められてしまうことなどもある
生徒総会
全校生徒はもちろん、全教員が集結して前年度の予算会計結果の報告と、次年度予算案の提出及び採血が行われるが、拍手をすることで承認とされるため、本当に公正であるのかは不明なままである。　その他に、議題を2つ決めた上で、その議題に対する話し合いを行い1部が発表をするなどして、意見交流を深める。
運動会
運営はすべて生徒会(本部・正副体育委員長)が行い、きょうだい学級対抗である。優勝には競技優勝と応援優勝の2種類があり、競技優勝は競技の結果から採点、応援優勝は座席で待機する生徒や応援団の応援態度や運動会中の各所に設けられている、応援合戦(応援団のパフォーマンス)の様子から採点される。校歌にもある｢若き鷹｣は全男子生徒、｢若き花｣は全女子生徒による伝統ある名物競技となっていて、大切に引き継がれている。特に｢若き鷹｣は、男子が上半身裸になって棒倒しを行う競技で危険だとされるが、反則行為等のルールの確認が全男子生徒の中でなされていて、練習の段階でも生徒会本部から、細部まで注意するよう指示がなされるとともに、ここまで受け継がれてきた伝統のことの重さを語っているため、大きな怪我はここ数年起きていない。｢若き花｣では、ムカデ競走が行われる。
文化祭
鹿児島市民文化ホール　第一ホールを借り切って行われ、総合的な学習などの舞台発表などが行われる。
- 1年生は総合的な学習の時間に関する舞台発表。今までは鹿児島、特に鹿児島市の行政がテーマであったが、平成26年からは、アジアフレンドシッププロジェクトの名の元、SDGs関連の発表を行う。
- その後1年生は、2023年度より、地域経済の良さや、課題をテーマとした探求の内容別で編成された6班に分かれて発表の準備をするが、あくまでも学習発表という名目で行われており、劇タイプか、講演会タイプ家については各班で決められる。
- 2年生は学年合唱。毎年、2～3曲が歌われる。平成27年には手拍子をしたり、平成28年にはソプラノ、アルト、テノール、バスの全体パートリーダーを各1名から２名に増やし、180人合唱実行委員(5名)、パートリーダー(各学級パートリーダー全員)、指揮者、伴奏者全員で毎日放課後に集まり話し合いを行った。
- 3年生はクラス合唱。課題曲と自由曲に分けられている。自由曲はそれぞれのクラスで好きな歌を選曲し四部合唱などに編曲をする。

## 生徒会本部
この学校では生徒会とは約540名全生徒の事を指し、一般的生徒会のことを｢生徒会本部｣と呼ぶ。活発な活動を行い、各学校行事から生徒朝会、代議員会まで本部が企画書の段階からすべて運営する。年に一度（5月）、全生徒による生徒総会が行われる。ここでは決算・予算の承認や本部や委員長による事前に設定された議題についての説明、それに対しての非常に活発な意見交換などが行われる。選挙は9月。生徒会本部は正副生徒会長、正副書記長、正副企画委員長、教養部長、徳育部長、保健体育部長、情報部長の計10人で構成される。役職ごとの優劣の差はなく、10人全員で活動している。主な活動場所は2階の生徒会室になっている。また企画書のデータ化が平成28年度に行われた。｢不易と流行｣を意識した行事の改善等も行っている。
生徒会本部が担当するもの
・常時活動 
全校・生徒朝会、代議員会、専門委員長会、旗の揚げ下げ、朝のあいさつ、当直引き継ぎ、当直の点検
・行事
生徒会プレゼンテーション、遠足、生徒総会、リーダー研修会、運動会、文化祭、生徒会目標作成、卒業生を囲む会、卒業生合唱｢タンホイザー行進曲｣のきょうだい学級・全体練習、壁画制作
生徒会目標
令和4年度後期〜５年度前期
```
｢想いで繋がり合い　未来を彩る生徒会｣
```

## 部活動
部動部
- 陸上競技
- 軟式野球
- 剣道
- 卓球
- 男子ソフトテニス
- 女子ソフトテニス
- 女子バレーボール
- 男子バスケットボール
- 女子バスケットボール
- 男子ハンドボール
- バドミントン
- サッカー

同好会       
- 水泳

- 硬式テニス

文化部
- 演劇

- 吹奏楽

- 合唱

- 美術

## 学習・生活指導
2009年度から試験的に3学期制から2学期制に移行した。教職員の出勤や生徒の授業の効率化を目指して行われる。
女子生徒の髪留めのゴムやピン、全生徒の髪型などの指定があり、抜き打ち若しくは事前に予告したうえで、特に行事前などに“身なり検査(チェック)”という名で検査が行われることもある。登校靴や室内用シューズは学校指定のものを履く。
年に5回「附中生活確立週間」というものが学習委員会、生活委員会が連携し、中心となって企画運営し、基本的な学習習慣や生活習慣の徹底や授業態度の向上などを目的として行われる。毎回生徒の課題を解決するために学習面、生活面でそれぞれ重点項目が決められ、両委員会ともに工夫した活動が行われている。（従来学習面、生活面それぞれの面で2つ決められていた重点項目を、附中生活確立週間の質のさらなる向上を目指し、平成28年度第3回附中生活確立週間より、重点項目をそれぞれの面で1つずつに絞ることとなった。）
サイレントゾーンというものが存在しており、研究室前、一階フロア、会議室前がそれにあたる。サイレントゾーンとは来客の方や会議中である先生方、保健室で休養している人などに気を配り、静かに過ごすスペースである。そこでの無言歩行・無音移動の徹底なども生活委員を中心に行われる。昼休み終了時や運動会練習時などたくさんの生徒が一斉に移動する際には生活委員が自主的にサイレントゾーンに立ち、無言歩行・無言移動の徹底が行われることもある。なお、全校・生徒朝会時には全生活委員が所定の場所に立ち、生徒のサイレントゾーンへの意識を高めている。
授業前は学習委員と生活委員が中心となり、生徒の「3分前入室、2分前着席、1分前黙想」が行われる。休み時間と授業時間のメリハリをつけ、授業に集中して臨むことを目的としている。
中学生の模範となる事を目標として課しているため、公共交通機関の一般の乗客などから交通マナーなどに関しての苦情の電話が入ると、ひどい場合は全校生徒、もしくは該当する学年、該当する交通機関を利用する生徒を対象として集合が掛かり、全体指導が行われる。これについては生徒の力で改善しようと、平成28年度からは、生徒会本部の徳育部を中心に交通マナー改善に向けて、さまざまな取り組みを検討、実施している。その他、校内で起こった校則違反などに関しても、全体指導や連帯責任という名目で当事者以外の生徒にもペナルティが課せられる事がある。このペナルティーは、残念ながら、他の学校などにも広がっている（附属中と同じ立ち位置の学校や、地域外通学の行われている私立学校など。）しかし、多くの人が洗脳されたかのように、集団を大事にして自分は最後という考えを徹底的に叩き込まれている。
この学校の伝統の一つとして、「附中体操」がある。この体操は、体育科の授業や運動会の準備運動として行われるオリジナルの体操であり、新入生は入学直後にこの体操を覚えさせられる。また｢附中ストレッチ｣と呼ばれるものもあり、これは運動会のときにだけ行われる(運動会の開会式が附中体操、閉会式が附中ストレッチ)。体操を覚える中でも、この学校の校風である「きょうだい学級」（例えば、青組は1－1，2－1，3－1）の間で教え合う。全学年、体育科の授業が始まる前に必ず行われる。

## 著名な出身者
- 保岡興治 - 元衆議院議員（自由民主党）、小選挙区鹿児島1区選出、途中転校したため卒業はしていない
- 村田享子 - 現参議院議員（立憲民主党）
- 湯元敏浩 - 姶良市長
- 尾堂真一 - 日本特殊陶業会長兼社長、日本ファインセラミックス協会会長、日本自動車部品工業会会長
- 辛島美登里 - シンガーソングライター
- 梶ヶ野亜生 - 箏弾き
- 宮下純一 - 元競泳選手、ホリプロ所属のタレント。スタジオ解説者（競技キャスター）。
- キューティー上木 - お笑い芸人